# بيكورينو سيشيليانو
بيكورينو سيشيليانو (بالإيطالية: Pecorino Siciliano)‏ هي جبنة أغنام محمية الأصل من جزيرة صقلية الإيطالية. تنتج في جميع أنحاء الجزيرة، ولكن خصوصاً في مقاطعات أجريجينتو وكالتانيسيتا وإنا وتراباني وباليرمو. هي من أصناف جين البيكورينو وتشبه بيكورينو رومانو، ولكنها لا تشتهر خارج إيطاليا. منحت الجبنة حماية دومينزيوني دي أوريجيني الإيطالية عام 1955 وحماية الاتحاد الأوروبي عام 1996.